# Нена
Габријела Сузан Кернер  (Хаген, 24. март 1960), познатија само као Нена, немачка је певачица и глумица.

## Каријера
Њено право име је Габријела Сузан Кернер, рођена је 24. марта 1960. у Хагену, Немачка. Рано детињство проводи у граду Брекерфелду.
Надимак Нена је добила на основу шпанске речи Nena, што значи девојчица (niña pequeña), када је била на одмору у Шпанији са својим родитељима. Године 1977. је напустила средњу школу пре матуре.
Светску славу је стекла 1983. са песмом 99 Luftballons (српски: 99 балона), која има поруку против Хладног рата. Песма је 1984. у САД-у имала златни тираж због продатих више од 500.000 примерака, и тако је постала прва песма на немачком језику још од 1961. која се налазила на једном од првих 10 места на америчким топ листама. Снимљена је на енглеском језику као 99 Red Ballons, док на сајту Јутјуб, у јануару 2014, има преко 17 милиона прегледа. Нена је такође име бенда са којим је објавила ту песму.
Будући да Нена никад касније није имала толико велики хит, песма је често уврштавана на топ листе „чуда једног хита“ (енгл. One Hit Wonder). Продала је око 25 милиона албума широм света, и тако је један од најуспешнијих уметника у немачкој музичкој историји. Године 2007. отворила је приватну школу за децу у Хамбургу, а у школи ће се примењивати настава инспирисана филозофијом слободног духа.
Два пута се удавала и родила је петоро деце (једно дете преминуло са 11 месеци). Има двоје унука и живи у Хамбургу.

## Албуми
Са бендом The Stripes
- 1980: The Stripes

Нена (бенд)
- 1983: Nena
- 1984: ? (Fragezeichen)
- 1985: Feuer und Flamme
- 1986: Eisbrecher

Нена (као соло извођач)
- 1989: Wunder gescheh'n
- 1992: Bongo Girl
- 1994: Und alles dreht sich
- 1997: Jamma nich'
- 1998: Wenn alles richtig ist, dann stimmt was nicht
- 2001: Chokmah
- 2002: Nena feat. Nena
- 2005: Willst du mit mir geh'n?
- 2007: Cover Me
- 2009: Made in Germany
- 2012: Du bist gut